# Kapradinka skalní
Kapradinka skalní (Woodsia ilvensis) je stálezelená kapradina malého vzrůstu. Její vědecké rodové jméno odkazuje na anglického botanika J. Woodse.

## Popis
Kapradinka skalní je menšího vzrůstu, 7–15 cm dlouhá v přízemní růžici. Čepel je v obrysu úzce podlouhlá, kopinatá, 5–11 cm dlouhá a 1,5–3,0 cm široká. Vřeteno listu a čepele je na spodní straně hojně pletivnaté a chlupaté, na svrchní straně je lysá, zpravidla tmavozeleně zbarvená. Listy jsou zpeřené. Po každé straně má 8–16 lístků, nejdolejší lístek je většinou nápadně menší a značně oddálený od sousedního vyššího lístku. Listy jsou spíše delší než široké, na vrcholu tupé až špičaté. Řapík je kratší nebo tak dlouhý jako čepel, pletivnatý, hnědočervený a lesklý. Výtrusy jsou nejčastěji 40–50 µm dlouhé a 30–38 µm široké.

## Ekologie
Vyskytuje se na suchých skalách a skalkách, sutích, kamenitých svazích, ale především na vyvřelých horninách (znělec, čedič, apod.)

## Ohrožení a ochrana
Její ohrožení spočívá v možném zarůstání a zastínění skalek. V České republice je tato kapradinka chráněná zákonem jako silně ohrožený druh. V Červeném seznamu je zařazena mezi silně ohrožené druhy.

## Rozšíření
V České republice se vyskytuje roztroušeně, především v severozápadních a západních oblastech (Milešovské a Verneřické středohoří, Lužické hory a Ralsko), na vrcholových skalách a sutích. Na Moravě vzácně. Celkově je rozšířena v Severní Evropě, Severní Americe a Grónsku.